# Furness-Gletscher
Der Furness-Gletscher ist ein Gletscher an der Nordküste von Elephant Island im Archipel der Südlichen Shetlandinseln. Er mündet zwischen Kap Belsham und Point Wild in die Caleta Salvador Reyes. 
Teilnehmer der Endurance-Expedition (1914–1916) unter der Leitung des britischen Polarforschers Ernest Shackleton kartierten und benannten ihn. Weitere Hintergründe der Namensgebung sind nicht überliefert.